# Sandwith
Sandwith är en by i civil parish Whitehaven i grevskapet Cumbria i England. Orten har 2 463 invånare (2011). Sandwith var en civil parish 1866–1934 när det uppgick i Whitehaven och Rottington. Parish hade 332 invånare år 1931.